# نیکلای کواکس
نیکلای کواکس (مجاری: Kovács Miklós؛ ۲۹ دسامبر ۱۹۱۱ – ۷ ژوئیهٔ ۱۹۷۷) یک بازیکن فوتبال اهل رومانی بود.
وی همچنین در تیم‌های ملی فوتبال مجارستان رومانی بازی کرده‌است.